# Xylotheca
Xylotheca, biljni rod u porodici Achariaceae. Postoje 4 priznate vrste, grmovi i manje drveće, iz Afrike i Madagaskara.
Rod je opisan 1843..

## Vrste
1. Xylotheca capreifolia (Baker) Gilg
2. Xylotheca kraussiana Hochst.
3. Xylotheca longipes (Gilg) Gilg
4. Xylotheca tettensis (Klotzsch) Gilg